# 柳川車両基地

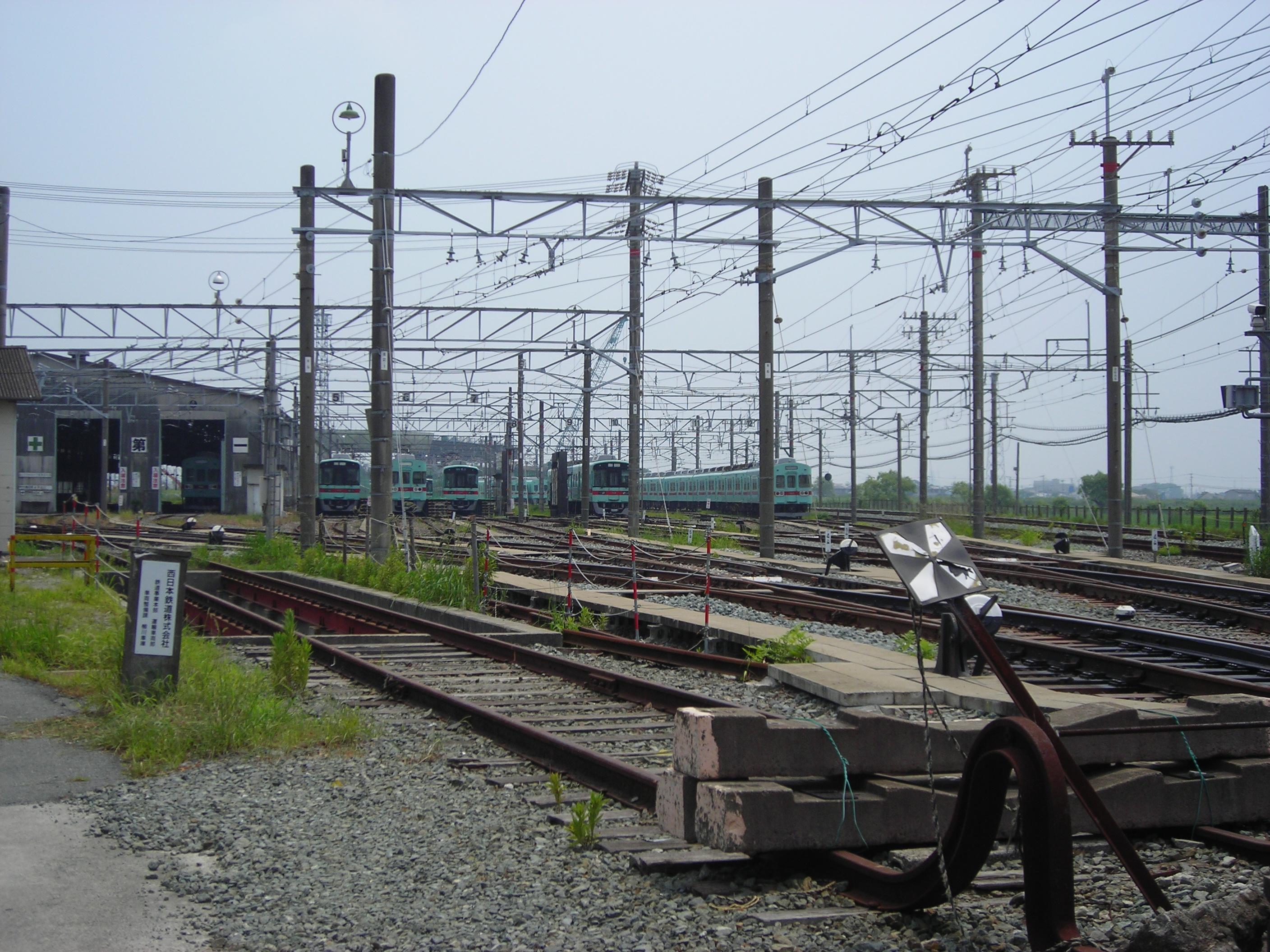
柳川車両基地（2007年7月）

柳川車両基地（やながわしゃりょうきち）は福岡県柳川市にある西日本鉄道の車両基地。西鉄天神大牟田線の西鉄柳川駅南西側にある。敷地面積は27.305m2。

## 概要
柳川車両基地は、柳川検車区と車両庫が併設されており、主に車両の留置・洗車・検車を担当しているが、車両の大規模な整備・補修等は筑紫車両基地で行っている。基地内の車庫には、留置線4本、洗車台車線3本、洗車線1本があり、検車庫には、140mと100mの2本ずつのピット線を配しており、最大収容能力は124両である。大都市通勤路線としては手狭であり、収容力の限界に達しているが、工場の裏手に塩塚川が流れており規模の拡大が困難となっている。

## 歴史
- 1944年8月　全線開通による車両増備のため、柳川駅に隣接して開設。当時は24両と小規模であった。(現在とは異なる地点)
- 1966年10月　収容能力限界のため、現在地へ新築移転。
- 1992年・1994年　収容力アップのため、留置線を延長。